# 木纳失里
木纳失里（？- 1343年/1348年），弘吉剌氏。元朝惠宗皇帝妥欢贴睦尔（大蒙古国乌哈噶图汗）的第四任皇后。
出生年份没有记载。元朝的后妃只有两等，汉人称之为皇后与妃子。元世祖以后只有得到冊寶的皇后才算正宫皇后。她的地位次于正宫皇后答纳失里、伯颜忽都。当时答纳失里在1335年被废，正宫皇后伯颜忽都是第二任的皇后，第三任皇后是高丽人奇皇后，木纳失里皇后称第四任皇后，居隆福宫。
新元史记载，至正三年（1343年），木纳失里皇后去世。但元史记载木纳失里卒于至正八年（1348年）。

## 延伸阅读
[在维基数据编辑]
 《新元史/卷104》，出自柯劭忞《新元史》